# Jason (dibuixant de còmic)
Jason, el nom real del qual és John Arne Sæterøy (Molde, Noruega, 16 de maig de 1965) és un caricaturista i guionista noruec.
L'estil dels seus còmics es caracteritza per la simplicitat extrema de les caixes, àmplies i clares, en la línia d'Hergé. Moltes de les seves obres són sense diàleg. Les històries de Jason sovint són fosques i cíniques. Els personatges sovint són representats de forma antropomorfa per animals, com gossos, ocells o conills, de vegades (deliberadament) difícils de distingir. També ha estat molt influenciat pel cinema, i li deu a Kaurismäki la inexpressivitat dels seus personatges.

## Biografia
Jason va néixer a Molde i va publicar el seu treball per primera vegada el 1981 a la revista noruega de còmics KonK, amb qual la col·laborar amb diversos relats curts mentre es va publicar. El 1989 va ingressar a l'Acadèmia Nacional de les Arts de Noruega, a Oslo, on va estudiar disseny gràfic i il·lustració. Va guanyar el premi de l'Associació Noruega de Dibuixants de Còmics el 1991 per la seva obra curta Pervo.
El 1995 va publicar la seva primera novel·la gràfica, Lomma full av reign, per la qual va guanyar el premi Sproing Award. El 1997 va començar a publicar Mjau Mjau, un còmic semi-regular amb les seves obres. El 2001 va tornar a guanyar un premi Sproing, aquesta vegada per Mjau Mjau. El 2002 va obtenir el premi Harvey al millor autor revelació, i a partir d'aquell moment es va centrar a fer novel·les gràfiques.
Jason ha viscut a Dinamarca, Bèlgica, Estats Units i França. Des de 2007 viu a la ciutat francesa de Montpeller. Les seves últimes novel·les gràfiques han estat publicades inicialment en francès.

## Obres
L'editorial Astiberri ha publicat en castellà les següents obres seves:
- No me dejes nunca
- ¿Por qué haces esto?
- Yo maté a Adolf Hitler
- El último mosquetero
- En pocas palabras
- Low Moon
- El carro de hierro
- Los hombres lobo de Montpellier
- Athos en América
- Un paso en falso
- La Isla de los Cien Mil Muertos
- El gato perdido
- El loro de Frida Kahlo
- La momia misteriosa
- Un noruego en el Camino de Santiago